# Степан Філіпович
Степан Філіпович — (хорв. Stjepan «Stevo» Filipović, серб. Стјепан «Стево» Филиповић) югославський комуніст, партизан, народний герой Югославії.

## Молодість
Степан Філіпович народився 27 січня 1916 року в м. Опузен, Австро-Угорщина (зараз Хорватія). Там же закінчив школу. Згодом сім'я переїхала в Мостар, де закінчив 2 курси гімназії. Пізніше вчився в Сремі та Крагуєваці.
Здобув фах слюсаря. З 1937 року бере активну участь в демонстраціях та страйках, за що в 1939 році засуджений до року ув'язнення.
В 1940 році вступив до лав Комуністичної партії Югославії та розпочав в партійній організації м. Крагуєваць.

## Партизанська боротьба
Після окупації Югославії німецькими військами в 1941 році за рішенням партії переїжджає до м. Валево, де допомагає у налагодженні роботи підпільної радіостанції та підготовці і формуванні перших партизанських загонів.
За проявлену в боях відвагу стає командиром загону. Так, 15 серпня 1941 року при нападі на Лайковац Степан Філіпович, озброєний пістолетом та гранатами, змусив утікати загін німецьких автоматників. В цьому бою було знищено та поранено близько 40 німців та їх посібників.
Отримує подяку від командувача партизанською боротьбою Тіто. За напад на м. Крупань — повторно.
В кінці серпня 1941 року є комісаром загону, а після прибуття підкріплення призначається командиром батальйону.

## Загибель
24 лютого 1942 року загін Степана Філіповича потрапив у засідку четників. Степан Філіпович був поранений та потрапив до полону. Четники передали його німцям в м. Шабац, звідки його перевели до Валево. Після двомісячних катувань був засуджений до страти, яку вирішили здійснити 22 травня.
На страту були зігнані жителі навколишніх сіл. Саме до них звертається Філіпович зі словами заклику до боротьби із загарбниками та підтримки партизанського руху.
В останню мить свого життя (яку зумів зняти фотограф), Степан Філіпович промовив слова, що стали лозунгом антифашистського руху в Югославії: «Смерть фашизму, свобода народу!».
Не витримавши такої пропаганди, Філіповича стратили на 15 хвилин раніше запланованого строку.

## Після смерті

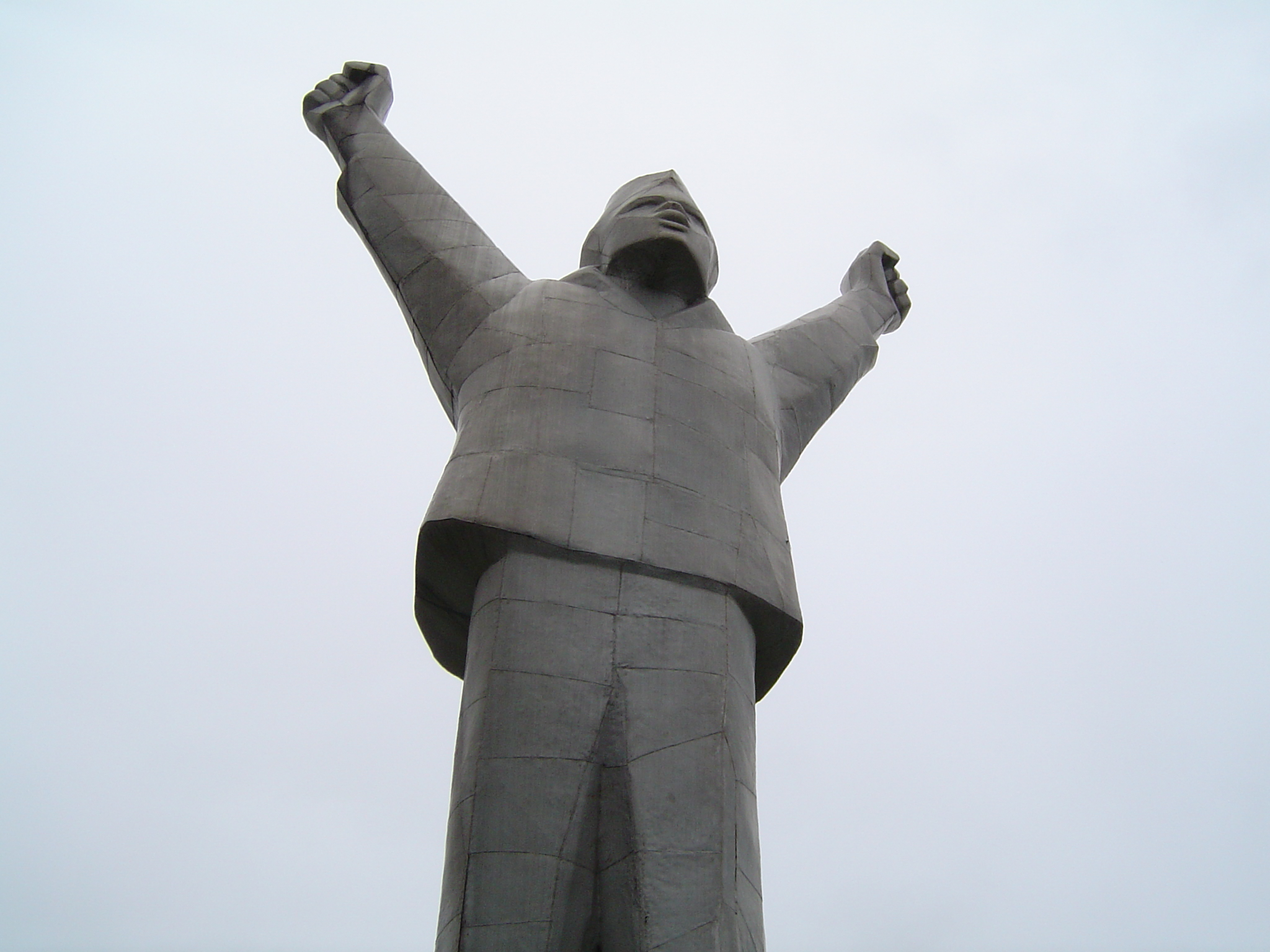
Пам'ятник в м. Валево

16 лютого 1949 року Степану Філіповичу була присвоєна найвища югославська нагорода «Народний герой Югославії».
28 жовтня 1960 року у м. Валево було встановлено пам'ятник.
У 1980-ті роки був встановлений пам'ятник також в Опузені, але у 1991 він був зламаний та з того часу не ремонтувався.